# Kowiesy (województwo łódzkie)
Kowiesy – wieś w Polsce położona w województwie łódzkim, w powiecie skierniewickim, w gminie Kowiesy.
Wieś szlachecka Kowiesze położona była w drugiej połowie XVI wieku w powiecie mszczonowskim ziemi sochaczewskiej województwa rawskiego.
W latach 1954–1972 wieś należała i była siedzibą władz gromady Kowiesy. W latach 1975–1998 miejscowość administracyjnie należała do województwa skierniewickiego.
Kowiesy stanowią jednostkę pomocniczą gminy – sołectwo, które obejmuje też sąsiedni Wymysłów.
Kowiesy są niezbyt dużą wsią, złożoną z kilkudziesięciu domów, zamieszkaną przez ok. 250 osób. Miejscowość jest siedzibą gminy Kowiesy. Osada leży nad rzeką Chojnatką, przy drodze ekspresowej S8 (E67), która oddziela wieś od sąsiedniego Wędrogowa.
Okolicę Kowies stanowią głównie pola uprawne, łąki i niewielkie lasy.